# Третикаторе (Фрозиноне)
Третикаторе је насеље у Италији у округу Фрозиноне, региону Лацио.
Према процени из 2011. у насељу је живело 222 становника. Насеље се налази на надморској висини од 257 м.